# Dschraberd
Dschraberd (armenisch Ջրաբերդ Dschraberd, „Wasserburg“) ist die Ruine einer Höhenburg im Rayon Tərtər in Aserbaidschan.

## Lage
Die Burg Dschraberd liegt im Norden der Provinz Martakert in einem fast unbewohnten, dicht bewaldeten Tal des Flusses Tartar 13 km nordwestlich der Provinzhauptstadt Martakert und in nur 3 km Entfernung zum Kloster Jeriz Mankanz. Die Burg befindet sich auf einem Felsmassiv, welches von den Flüssen Tartar und Trchi umflossen wird. Sie gehört, wie die zugehörige, gleichnamige Ortschaft, zur Stadtgemeinde Martakert.

## Geschichte
Die Burg Dschraberd ist historisch bedeutend und war Namensgeber eines gleichnamigen Fürstentums, welches zu den fünf armenischen Meliktümern von Karabach zählte. Die Burg war der Sitz der Meliks von Dschraberd.